# Peter Plympton Smith
Peter Plympton Smith, né le 31 octobre 1945, est un ancien membre de la Chambre des représentants des États-Unis pour l'État du Vermont, le 76e lieutenant-gouverneur du Vermont et un administrateur de l'éducation[Quoi ?]. Il a été le président fondateur du Collège communautaire du Vermont, le président fondateur de l'Université d'État de Californie, Monterey Bay, et directeur général adjoint pour l'éducation de l'Organisation des Nations unies pour l'éducation, la science et la culture (UNESCO).
Peter Smith est vice-président pour les stratégies et le développement académique de la Kaplan Higher Education Corporation (en), une société appartenant à la Graham Holdings Company. 
À Kaplan Higher Education Corporation, il a dirigé des programmes d'études et des systèmes de soutien à l'apprentissage, tout en renforçant leur pédagogie axée sur les résultats au niveau des programmes et des cours.